# Transcendence (álbum de Crimson Glory)
| Críticas profissionais | Críticas profissionais |
| Avaliações da crítica  | Avaliações da crítica  |
| Fonte                  | Avaliação              |
| ---------------------- | ---------------------- |
| Allmusic               | [ 1 ]                  |
| Rock Hard              | 9.5/10                 |
| Metal Observer         | 10/10 link             |
| DPRP                   | link                   |

Transcendence é o segundo álbum de estúdio da banda de heavy metal/metal progressivo Crimson Glory, lançado em 1988 por vias da Roadracer Records
(hoje com o nome Roadrunner Records), na Europa, e pela MCA Records nos Estados Unidos. É considerado por muitos como o melhor trabalho da banda. Foi gravado no Morrisound Studios.

## Escrita e gravação
Masque of the Red Death é sobre uma história escrita por Edgar Allan Poe. Eternal World foi escrita como um instrumental para a primeira turnê e gravação da banda na Holanda.
As baterias são uma combinação de uma bateria real e sampleada. O baterista da banda, Dana Burnell, fez uma uma performance de uma bateria real com o apoio de um synclavier, sem utilizar quaisquer chimbais, e gravou por cima os chimbais reais. O guitarrista Jon Drenning disse: "Foi uma maneira muito difícil e demorada para fazê-lo, mas ao mesmo tempo, era algo que nós estávamos tentando experimentar; uma separação dos sons pura, limpa e real."

## Capa
A capa do álbum foi feita pelo artista Japonês Takashi Terada, que outrora seria um poster para o filme de ficção científica, Lifeforce. A versão "Transcendence: Renovation", teria uma nova capa, e duas músicas extras, mas jamais foi lançada.

## Faixas
| N.º | Título                    | Duração |  |
| 1.  | "Lady of Winter"          | 4:00    |  |
| 2.  | "Red Sharks"              | 4:52    |  |
| 3.  | "Painted Skies"           | 5:16    |  |
| 4.  | "Masque of the Red Death" | 4:15    |  |
| 5.  | "In Dark Places"          | 7:03    |  |
| 6.  | "Where Dragons Rule"      | 5:07    |  |
| 7.  | "Lonely"                  | 5:18    |  |
| 8.  | "Burning Bridges"         | 6:32    |  |
| 9.  | "Eternal World"           | 3:54    |  |
| 10. | "Transcendence"           | 4:34    |  |

## Pessoal
- Midnight  - Vocal
- Jon Drenning - Guitarra principal
- Ben Jackson - Guitarra base
- Jeff Lords - Baixo
- Dana Burnell - Bateria

## Recepção
Em 2005, Transcendence entrou para a posição 412 na da lista "The 500 Greatest Rock & Metal Albums of All Time", da revista Rock Hard. Em 2017, o portal Loudwire o elegeu como o 15º melhor disco de power metal de todos os tempos.